# Severin Elektro

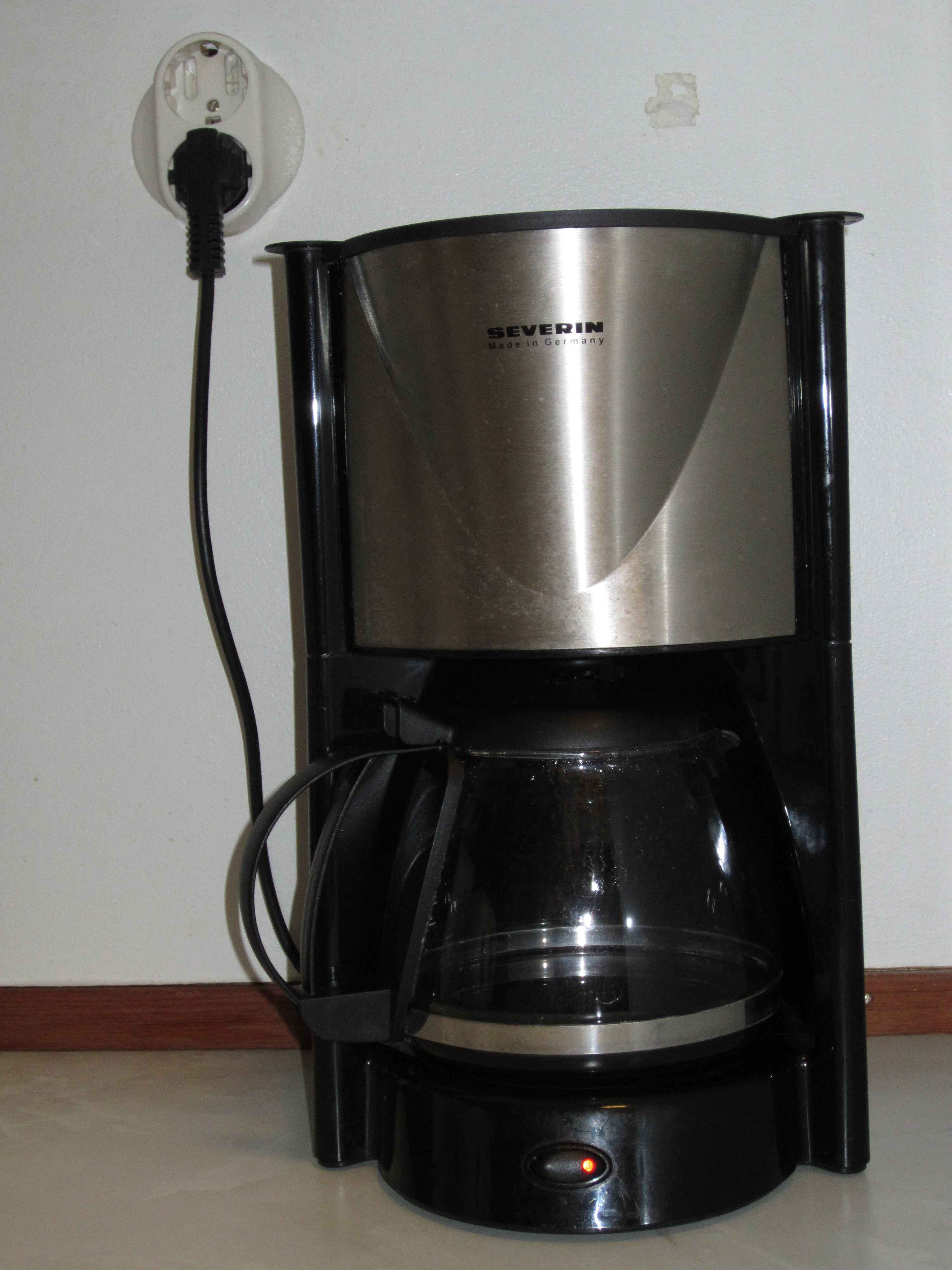
Кавоварка Severin

SEVERIN Elektrogeräte GmbH — німецький виробник побутової техніки з головним офісом у місті Зундерн, Німеччина.

## Історія
Заснована у 1892 Антоном Северином як невелика кузня, Severin перетворилася згодом на одного з найбільших німецьких виробників електроприладів, що налічує близько 2600 працівників у більш ніж 80 країнах. Компанія має офіційні торговельні представництва у Франції, Іспанії, Швеції, Нідерландах, Італії та Польщі. На додаток до промислових потужностей у Зундерні Severin має заводи у Шеньчжені та Панью у Китаї.

## Продукти
Асортимент продукції налічує більше 200 електроприладів, такі як з кавомашини, електричні чайники, тостери, яйцеварки, барбекю та грилі, міксери, пилососи, фени. У 2011 році Severin представила на виставці в IFA у Берліні повністю автоматичну кавоварку S2 One Touch .

## Гасло
Гаслом Severin є «willkommen zu Hause», що в перекладі з німецької означає «ласкаво просимо додому».